# Por Amor (telenovela brasileira)
Por Amor é uma telenovela brasileira produzida e exibida pela TV Globo de  13 de outubro de 1997 a 22 de maio de 1998, em 191 capítulos. Substituiu A Indomada e foi substituída por Torre de Babel, sendo a 55.ª "novela das oito" exibida pela emissora.
Criada e escrita por Manoel Carlos, com colaboração de Maria Carolina, Vinícius Vianna e Letícia Dornelles, foi dirigida por Roberto Naar, Alexandre Avancini, Ary Coslov e Edson Spinello. A direção geral foi de Roberto Naar e Ricardo Waddington, com direção de núcleo de Waddington e Paulo Ubiratan, que faleceu durante a novela.
Contou com Regina Duarte, Gabriela Duarte, Antonio Fagundes, Fábio Assunção, Susana Vieira, Vivianne Pasmanter, Carolina Ferraz e Eduardo Moscovis.

## Enredo
Helena é mais do que mãe: é a verdadeira amiga da filha Maria Eduarda, e faz de tudo para que ela aceite e ajude o pai alcoólatra, Orestes, de quem é separada. Mas Eduarda só tem olhos para o seu grande amor, Marcelo. O rapaz sofre com a perseguição da ex-namorada, Laura, inconformada por haver sido trocada por Eduarda. Ela é cruel, invejosa, egoísta e desequilibrada, fará de tudo para destruir a vida do casal e dará o golpe da barriga para se vingar de Marcelo.
A mãe de Marcelo, Branca Letícia, também não gostou da escolha do filho, pois não simpatiza com Helena, que é simples demais para ela. Branca é uma mulher de personalidade forte, que adora manipular a vida alheia. Ela é dominadora, esnobe e muito arrogante. Tem adoração pelo filho Marcelo, mas vive criticando os outros dois por não terem ambição na vida: a moderna e bela jovem Milena e o super tímido e atrapalhado Leonardo.
Milena tem um romance com o piloto de helicóptero Fernando, mas Branca faz de tudo para separá-los, considerando que o rapaz não é do alcance social de sua família. Com a ajuda de Fausto, funcionário da empresa de helicóptero onde Fernando trabalha, ela consegue armar para que o piloto seja preso com drogas. Porém, Fernando é solto algum tempo depois.
Branca controla até a vida da amiga Isabel, que tem um caso com Atílio, um homem que está à procura de um grande amor. Branca, na verdade, é apaixonada por Atílio há muito tempo, mas nunca conseguiu se expressar e nem confessa ser apaixonada. Ela fica transtornada ao descobrir que ele apaixonou-se por Helena, mãe de Eduarda. Ela se revolta e se culpa muito por jamais ter conseguido ter coragem de se declarar por mais de 20 anos. Após um breve romance, e para o desgosto de Branca e Isabel, Helena e Atílio se casam, numa linda cerimônia.
Mãe e filha engravidam na mesma época e dão à luz no mesmo dia, hora e hospital, sob os cuidados do jovem médico César, um eterno apaixonado por Eduarda. O filho de Helena nasce grande e saudável, mesmo ela tendo mais de 40 anos. Eduarda, com menos de 25 anos, tem sérias complicações no parto e seu filho sofre uma morte súbita horas depois. Para complicar a situação da moça, ela nunca mais poderá ser mãe, pois teve que retirar o útero por conta das diversas hemorragias que sofreu.
Desesperada em evitar esse duro golpe para a filha, Helena mostra que amor de mãe vai além de qualquer sacrifício e escolhe a felicidade da filha em vez da sua própria ao decidir trocar os bebês, implorando a ajuda de César nisso. Em tom enérgico, ela diz para o médico mais de uma vez: "Vamos trocar os bebês!!". Embora relutante com a ideia, César acaba por ceder e consente com a troca, culpa que ele vai carregar por toda a trama. Tanto Helena quanto César fazem a troca com um único intuito: o amor. Assim sendo, Eduarda cria o meio-irmão pensando ser seu próprio filho, enquanto Atílio sofre por pensar que seu filho com Helena morreu ao nascer. César é a única pessoa que sabe desse segredo, com o qual concordou pelo mesmo objetivo que Helena: evitar o sofrimento de Eduarda. Quem mais padece, contudo, é Helena, que é obrigada a tratar o filho como neto e ainda vê o seu relacionamento com Atílio desmoronar, apesar do grande amor que os une. Ela escreve todos os acontecimentos de sua vida em um diário e é nele que está a revelação do grande segredo que Helena carrega consigo. E é acidentalmente lendo-o que Eduarda, chocada, descobre toda a verdade ao final da trama.
No final, Branca vive sozinha abandonada pela família. Laura pede para voar em um helicóptero pilotado por Nando, enteado de Orestes, e a aeronave sofre um acidente, caindo no mar. O piloto sobrevive, mas Laura não é encontrada, ficando subentendida a sua possível morte. Nando vai parar no hospital com ferimentos leves, mas recupera-se e termina feliz com Milena. Marcelo e Eduarda ficam juntos e pretendem adotar uma menina. Atílio decide ir embora, depois de descobrir a verdade sobre Helena e Eduarda. Na cena final, Marcelinho caminha junto com Eduarda e Marcelo, e depois corre para Helena e Atílio, reconciliados, sugerindo que o menino será criado pelos pais verdadeiros.

## Elenco
| Intérprete               | Personagem                               |
| ------------------------ | ---------------------------------------- |
| Regina Duarte            | Helena Viana                             |
| Gabriela Duarte          | Maria Eduarda Viana Greco de Barros Mota |
| Antonio Fagundes         | Atílio Novelli                           |
| Fábio Assunção           | Marcelo de Barros Mota                   |
| Susana Vieira            | Branca Letícia de Barros Mota            |
| Vivianne Pasmanter       | Laura Saboya Trajano                     |
| Carolina Ferraz          | Milena de Barros Mota                    |
| Eduardo Moscovis         | Fernando Gonzaga (Nando)                 |
| Paulo José               | Orestes Greco                            |
| Regina Braga             | Lídia Gonzaga                            |
| Cássia Kis               | Isabel Lafayette                         |
| Carlos Eduardo Dolabella | Arnaldo de Barros Mota                   |
| Murilo Benício           | Leonardo de Barros Mota (Léo)            |
| Carolina Dieckmmann      | Catarina Batalha Pereira (Cat)           |
| Françoise Forton         | Margarida Saboya Trajano (Meg)           |
| Ricardo Petraglia        | Manoel Trajano (Trajano)                 |
| Maria Zilda Bethlem      | Flávia Nogueira Dantas                   |
| Marcelo Serrado          | Dr. César Andrade                        |
| Ângela Vieira            | Virgínia Viana Fontes                    |
| Odilon Wagner            | Rafael Fontes                            |
| Ângelo Paes Leme         | Rodrigo Viana Fontes                     |
| Vera Holtz               | Sirléia Batalha Pereira                  |
| Marco Ricca              | Nestor Pereira                           |
| Eloísa Mafalda           | Leonor Batalha                           |
| Flávia Bonato            | Drª. Anita Duarte                        |
| Maria Ceiça              | Márcia Maria de Jesus                    |
| Paulo César Grande       | Wilson de Souza Grant                    |
| Rosane Gofman            | Tadinha                                  |
| Elizângela               | Magnólia Rosa de Lima                    |
| Tonico Pereira           | Oscar Lima                               |
| Ricardo Macchi           | Genésio Labate                           |
| Cláudia Mauro            | Lisa                                     |
| Umberto Magnani          | Antenor Andrade                          |
| Beatriz Lyra             | Mafalda Andrade                          |
| Karina Perez             | Rose Bragança                            |
| Júlia Almeida            | Natália Saboya Trajano                   |
| Babi Xavier              | Aninha                                   |
| Cláudia Paiva            | Camila Lafayette                         |
| Stella Maria Rodrigues   | Zilá                                     |
| Edyr de Castro           | Elvira                                   |
| Clara Garcia             | Simone                                   |
| Beth Lamas               | Marisa                                   |
| Juliana Aguiar           | Denise                                   |
| Edson Silva              | Fonseca                                  |
| Alexandre Salcedo        | Ângelo                                   |
| Giovanna Gold            | Katia Gouveia                            |
| Mônica Martelli          | Paula                                    |
| Edwin Luisi              | Dr. Alceu                                |
| Ingrid Guimarães         | Graziela                                 |
| Castro Gonzaga           | Dr. Juvenal Moretti                      |
| José Carlos Sanches      | Comandante Fausto                        |
| Guilherme Corrêa         | Zito                                     |
| Larissa Queiroz          | Juliana Viana Fontes                     |
| Charle Myara             | Romeu                                    |
| Sandra Hansen            | Vera                                     |
| Chaguinha                | Narciso                                  |
| Lucy Mafra               | Santa                                    |
| Cecília Dassi            | Sandra Gonzaga Greco (Sandrinha)         |
| Alessandra Aguiar        | Cecília Gouveia                          |

### Participações especiais
| Intérprete            | Personagem                              |
| --------------------- | --------------------------------------- |
| Otávio Augusto        | Pedro Viana                             |
| Beto Nasci            | Alex                                    |
| Kito Junqueira        | Dr. Olavo Bragança                      |
| Norma Geraldy         | Filomena Novelli                        |
| Mônica Fraga          | Sílvia Pereira                          |
| Henri Pagnoncelli     | Dr. Franco                              |
| Paulo Carvalho        | Comandante Walter                       |
| Leonardo Lemos        | Nestor Pereira Júnior (Nestorzinho)     |
| Maria Alves           | Maria de Jesus                          |
| Jorge Coutinho        | Jorge de Jesus                          |
| Pablo Padilla         | Marcinho                                |
| Paulo Figueiredo      | Dr. Jayme Scliar                        |
| Floriano Peixoto      | Dr. Cristiano                           |
| Eduardo Lago          | Alfredo                                 |
| Chica Xavier          | Enfª. Chica                             |
| Caco Ciocler          | Flavinho                                |
| Carla Fioroni         | Noêmia                                  |
| Lady Francisco        | Madame Consuelo                         |
| Carlos Zara           | Juiz                                    |
| Lina Fróes            | Ivete                                   |
| Cleyde Blota          | Juíza                                   |
| Alexandra Richter     | Perua no casamento de Inês              |
| Carmem Verônica       | Perua no casamento de Inês              |
| Graziela di Laurentis | Renata                                  |
| Guilherme Leme        | Diretor do comercial com Kathy          |
| Henrique César        | Dr. Murilo                              |
| Ilva Niño             | Dalva                                   |
| John Herbert          | Durval                                  |
| Jorge Cherques        | Lourenço                                |
| Lucy Freitas          | Saudade                                 |
| Marcos Paulo          | Empresário                              |
| Orã Figueiredo        | Oliveira                                |
| Tânia Scher           | Mônica                                  |
| Othon Bastos          | Advogado de Nando                       |
| Totia Meirelles       | Dona de rede de motéis                  |
| Nica Bonfim           | Faxineira que depõe a favor de Nando    |
| Norton Nascimento     | Padre                                   |
| Roberto Frota         | Paquerador de Sirléia                   |
| Sebastião Vasconcelos | Padre do casamento de Eduarda e Marcelo |
| Serafim Gonzalez      | Padre                                   |
| Roberto Costa         | Amigo que encontra Atílio em Veneza     |
| Patrícia Salgado      | Marli                                   |
| Carlos Kroeber        | Diretor do teatro onde Meg se apresenta |

## Produção
"O que você seria capaz de fazer por amor?" era o mote da campanha publicitária para o lançamento da novela. Pela segunda vez, Regina Duarte vivia uma Helena de Manoel Carlos – a primeira fora em História de Amor (1995). Para a atriz, inclusive, Por Amor teria sido História de Amor 2, por conta da abordagem da relação mãe e filha. A terceira Helena da atriz viria depois, em Páginas da Vida (2006). O nome, utilizado pelo autor em quase todas as suas novelas desde Baila Comigo (1981), tornou-se uma marca de estilo e dá unidade à sua obra, criando um laço entre as fortes e encantadoras "heroínas de classe média", como costuma caracterizar suas Helenas. Somente em Sol de Verão (1982) o autor não incluiu uma Helena em sua história.
Manoel Carlos conta que escreveu a sinopse de Por Amor em 1983, mas que, envolvido com outros projetos, adiou a trama. Para essa história, o autor se inspirou no único amor que acredita ser absolutamente inquestionável: o materno. O autor conta que se baseou em pessoas e dramas pessoais comuns para escrever as tramas e os personagens de Por Amor. Orestes (Paulo José), por exemplo, nasceu de uma conversa com um amigo seu. Os dois concluíram que toda família tem um alcoólatra, um ex-alcoólatra ou um alcoólatra em potencial.
O diretor Paulo Ubiratan morreu no decorrer da novela, em 28 de março de 1998. Ricardo Waddington, que já dirigia a trama, assumiu a direção-geral de Por Amor. Ele foi homenageado no encerramento do último capítulo.
A novela teve 190 capítulos escritos, mas ao todo foram 191 exibidos. A direção dividiu ao meio o roteiro do capítulo 142 e gerou um capítulo a mais.
A abertura da trama, produzida por Hans Donner, chegou a emocionar a atriz Regina Duarte, com montagens de fotos da vida pessoal e íntima da atriz e da filha, Gabriela Duarte, protagonistas da trama, e mãe e filha tanto na vida real quanto na ficção. A atriz Lília Cabral aparece em uma das fotos da abertura, apesar da mesma não ter atuado na novela.
Os atores Eduardo Martini e Marly Bueno chegaram a ser escalados para a novela, sendo Eduardo creditado na abertura, mas ambos não entraram na trama. Marly viveria uma governanta na casa de Eduarda, mas a personagem foi substituída por outra, a empregada Vera, interpretada pela atriz Sandra Hansen.

## Exibição
Por Amor era uma das novelas mais reprisadas da TV Globo com sete reprises, sendo duas no Vale a Pena Ver de Novo, três no canal Viva (Globoplay Novelas) e duas no quadro "Novelão" dentro do Vídeo Show. Tal marca seria igualada em 2024 com a terceira reprise de A Viagem no Viva e mais uma vez em 2025 quando a primeira estava no ar pelo Vale a Pena Ver de Novo.
Foi reexibida no Vale a Pena Ver de Novo de 1.º de julho de 2002 a 10 de janeiro de 2003 substituindo História de Amor e sendo substituída por O Cravo e a Rosa. Durante a exibição desta reprise, o capítulo 133 que seria exibido em 1 de janeiro de 2003, não foi ao ar devido à transmissão da cerimônia de posse do presidente eleito Lula. Sendo assim, a reprise que fecharia com 140 capítulos, terminou com 139.
Foi exibida pelo Viva, de 19 de maio de 2010 a 8 de fevereiro de 2011, sendo substituída por O Rei do Gado, às 16h30, em 190 capítulos. Junto com Quatro por Quatro, foram as primeiras novelas a serem exibidas no canal.
Foi reexibida pelo Vídeo Show no quadro Novelão da Semana, de 10 a 21 de dezembro de 2012, substituindo América e sendo substituída por A Indomada em 10 capítulos. Foi reexibida novamente pelo Vídeo Show no quadro Novelão, de 9 a 13 de fevereiro de 2015, em 5 capítulos com narração de Gabriela Duarte.
Foi reprisada pelo Viva pela segunda vez de 8 de maio a 15 de dezembro de 2017, substituindo Pai Herói e sendo substituída por O Fim do Mundo, às 23h30. A reprise se deu em comemoração aos vinte anos de sua estreia, tendo sido a primeira novela a ser reapresentada pela segunda vez no canal.
Foi reexibida novamente no Vale a Pena Ver de Novo de 29 de abril a 11 de outubro de 2019, em 118 capítulos, substituindo Cordel Encantado e sendo substituída por Avenida Brasil. A novela não foi exibida nos dias 18 de junho de 2019, devido à transmissão do jogo entre Brasil e Itália pela fase de grupos da Copa do Mundo de Futebol Feminino, e 28 de junho de 2019, por conta da cobertura das quartas de final da Copa América entre Venezuela e Argentina. Sendo assim, a reprise que fecharia com 120 capítulos, terminou com 118.
Está sendo reexibida no Globoplay Novelas, canal sucessor do Viva, desde 7 de julho de 2025, substituindo Roque Santeiro na faixa das 11h15, com reprises às 19h20, disputando a vaga com Laços de Família em uma faixa interativa através de uma enquete com o público, sendo a mais votada. Com essa reprise, a novela se torna a segunda desde A Viagem a ter três reapresentações.

### Classificação Indicativa
Em 16 de julho de 2019, o Ministério da Justiça interveio e mudou sua classificação indicativa de livre para não recomendada para menores de 12 anos por apresentar violência, drogas lícitas e conteúdo sexual.

### Exibição internacional
Por Amor já foi exportada para mais de setenta países, sendo considerada uma das produções mais bem-sucedidas da emissora no mercado internacional.

### Outras mídias
Em 25 de julho de 2022, foi disponibilizada pelo Globoplay como parte do Projeto Originalidade, com a atualização para o formato de exibição original; com o formato de imagem restaurado em Full HD, além de aberturas, vinhetas de intervalo e encerramento originais.

## Repercussão
A personagem Maria Eduarda, vivida por Gabriela Duarte, não agradou aos telespectadores no início da novela, que começaram a fazer campanhas contra a personagem, pedindo até a sua morte em um site na internet. Em entrevista, a atriz afirmou que essas campanhas não a atingiam pessoalmente, visto que envolvia apenas sua personagem na novela, considerando assim uma polêmica saudável. A personagem conquistou o telespectador a partir da metade da trama, fazendo com que o público pedisse para que ela permanecesse na novela até o fim.
A cena da troca de bebês feita por Helena (Regina Duarte) e César (Marcelo Serrado) chegou a causar polêmicas e mal-estar entre os médicos. Eles afirmavam que a troca era caso de polícia, e que César representava um médico ilícito e antiético, um mau exemplo para os profissionais. O destino do bebê Marcelinho mobilizou o público na época de exibição. Foram feitas várias enquetes, debates e até bolões sobre qual seria o destino da criança trocada na maternidade pela protagonista Helena (Regina Duarte). Uma das cenas mais lembradas da novela é a de Maria Eduarda (Gabriela Duarte) atirando a antagonista Laura (Vivianne Pasmanter) na piscina, de cadeira de rodas. A sequência foi exibida no capítulo 4, no ar em 16 de outubro de 1997.
Outro momento inesquecível da trama foi a famosa troca dos bebês, realizada pela protagonista Helena (Regina Duarte), no capítulo 52, exibido em 11 de dezembro de 1997. Outro momento de destaque foi a briga entre a vilã Branca (Susana Vieira) e a executiva Isabel (Cássia Kis Magro), no capítulo 128, no ar em 10 de março de 1998.
Além do drama impactante da troca dos bebês, considerado atemporal por críticos especializados, Por Amor teve muitos personagens marcantes e presentes até hoje na memória afetiva do público, como o par Nando e Milena, vividos respectivamente por Eduardo Moscovis e Carolina Ferraz, que se tornou um dos casais mais queridos das telenovelas brasileiras; a vilã Branca Letícia de Barros Mota, interpretada por Susana Vieira, que faz sucesso até hoje, sendo reverenciada como uma das grandes vilãs da teledramaturgia; o drama do alcoolismo, protagonizado por Orestes (Paulo José), juntamente com sua filha, Sandrinha, vivida por Cecília Dassi, e esposa, Lídia, personagem de Regina Braga; Léo (Murilo Benício), o patinho feio da família Barros Mota, que despertou a afeição do público; a obcecada Laura (Vivianne Pasmanter), na luta pelo seu amor incondicional por Marcelo (Fábio Assunção); os pais de Laura, Meg (Françoise Forton) e Trajano (Ricardo Petraglia), um casal divertido de emergentes sociais; dentre outros. A novela também tocou em questões sociais fortes, como o racismo, através da personagem Márcia (Maria Ceiça), e a bissexualidade, por intermédio do personagem Rafael (Odilon Wagner), casado com Virgínia (Ângela Vieira) e que desperta para um romance com um rapaz, Alex (Beto Nasci), ao longo da história.

### Audiência
Exibição original
O primeiro capítulo de Por Amor teve uma média de 48 pontos de Ibope. No capítulo 52, com a troca de bebês, a novela teve média de 43 pontos. O penúltimo capítulo, em 21 de maio de 1998, registrou 58 pontos, com picos de 63, enquanto o último capítulo teve média de 57 pontos. A trama teve uma média final de 43 pontos.
Primeira reprise
A média final da reprise no Vale a Pena Ver de Novo em 2002 foi de 21 pontos. O último capítulo, exibido em 10 de janeiro de 2003, registrou 36 pontos de média, superando a novela das oito da época, Esperança.
Segunda reprise
No primeiro mês a novela obteve o melhor desempenho da faixa dos últimos oito anos, com médias na casa dos 16 e 17 pontos, índices estes não vistos desde a segunda reprise de Mulheres de Areia (2011) e, nos quatro meses seguintes, acumulou o melhor resultado em dez anos. Em 4 de julho, registrou 21 pontos, sua maior audiência do dia. Em 19 de agosto, registrou 22 pontos. A partir de sua reta final entre a segunda quinzena de agosto e o mês de setembro, os índices aumentaram surpreendentemente, passando a oscilar entre 18 e 20 pontos, alavancando a média das atrações seguintes e apresentando o melhor resultado dos últimos dois anos nas tardes da Globo. Em 7 de outubro de 2019, impulsionada pela reestreia de Avenida Brasil, Por Amor alcançou 24 pontos, melhor desempenho desde o último capítulo de Alma Gêmea em 12 de março de 2010, que atingiu 30 pontos. Em 8 de outubro de 2019, registrou os mesmos 24 pontos com a cena do acidente de helicóptero de Laura, superando a inédita Éramos Seis. Em 9 de outubro de 2019 registrou 22 pontos, superando mais uma vez a novela das seis. O penúltimo capítulo registrou 22 pontos e o último capítulo 19 pontos, não batendo o recorde esperado, porém teve o segundo melhor desfecho da faixa na década. Teve média geral de 18 pontos.

## Trilha Sonora
A trilha sonora da telenovela brasileira Por Amor (1997-1998) conta com dois álbuns, Por Amor e Por Amor - Internacional, ambos lançados em 1997, em K7 e CD, pela Som Livre.

### Por Amor
Por Amor, comumente chamado de Por Amor - Nacional, é o primeiro álbum da trilha sonora da homônima telenovela brasileira exibida entre 1997 e 1998 pela Globo, que foi lançado em K7 e CD pela Som Livre, em 1997, no Brasil, e em 1998 pela Globo/Columbia em Portugal.
O álbum traz na capa Ricardo Macchi como Genésio Labate, e teve mais de meio milhão de cópias vendidas. Por Amor impulsionou as canções "Palpite", "Só Você", "Fora da Lei", e "Per Amore", entre as mais executadas pelas rádios no ano de 1997.
O álbum abre com "Só Você", composição de Vinícius Cantuária, na voz de Fábio Jr., tema de de Nando, personagem de Eduardo Moscovis. Luiz Carlos interpreta "Sempre Há Saída", tema de Magnólia, vivida por Elizângela. Djavan canta sua composição "Nem Um Dia", tema de de Eduarda e Marcelo, vividos por Gabriela Duarte e Fábio Assunção.
Vanessa Rangel participa da trilha com sua composição "Palpite", tema de Milena, personagem de Carolina Ferraz. João Bosco interpreta "Enquanto Espero", composta pelo cantor e por seu irmão Francisco Bosco, que serve como tema de Branca, vivida por Susana Vieira. Roberto Carlos canta a canção em espanhol "Abrazame Así", de Mario Clavell, tema de Leonardo, personagem de Murilo Benício.
Ed Motta canta sua composição em parceria com Rita Lee, "Fora da Lei", tema de Kathy, vivida por Carolina Dieckmann. Elba Ramalho interpreta "Paralelas", canção de Belchior, que é tema de César, personagem de Marcelo Serrado.
Quarteto em Cy e MPB4 interpretam "Falando de Amor", de Antonio Carlos Jobim, que serve de tema de abertura da novela. Zizi Possi canta "Per Amore", que é tema do casal Helena e Atílio, vividos por Regina Duarte e Antonio Fagundes.
Zeca Baleiro interpreta sua composição "Bandeira", tema de Isabel, personagem de Cássia Kis. Maria Bethânia canta "Preconceito", tema de Wilson e Márcia, personagens de Paulo César Grande e Maria Ceiça.
Verônica Sabino canta "Às Vezes Nunca", composição de Zélia Duncan e Christiaan Oyens, e que é tema de Laura, vivida por Vivianne Pasmanter. O álbum fecha com Nana Caymmi interpretando "Mudança dos Ventos", composta por Ivan Lins e Vítor Martins, e que serve de tema de Sirléia, personagem de Vera Holtz.

#### Lista de faixas
| N.º            | Título               | Compositor(es)                | Artista(s)            | Duração |  |
| 1.             | "Só Você"            | Vinícius Cantuária            | Fábio Jr.             | 3:53    |  |
| 2.             | "Sempre Há Saída"    | Luiz Carlos Elias Muniz       | Luiz Carlos           | 3:55    |  |
| 3.             | "Nem Um Dia"         | Djavan                        | Djavan                | 4:17    |  |
| 4.             | "Palpite"            | Vanessa Rangel                | Vanessa Rangel        | 3:50    |  |
| 5.             | "Enquanto Espero"    | João Bosco Francisco Bosco    | João Bosco            | 4:17    |  |
| 6.             | "Abrazame Así"       | Mario Clavell                 | Roberto Carlos        | 4:40    |  |
| 7.             | "Fora da Lei"        | Ed Motta Rita Lee             | Ed Motta              | 4:47    |  |
| 8.             | "Paralelas"          | Belchior                      | Elba Ramalho          | 3:38    |  |
| 9.             | "Falando de Amor"    | Antonio Carlos Jobim          | Quarteto em Cy e MPB4 | 3:21    |  |
| 10.            | "Per Amore"          | Mariella Nava                 | Zizi Possi            | 4:21    |  |
| 11.            | "Bandeira"           | Zeca Baleiro                  | Zeca Baleiro          | 3:24    |  |
| 12.            | "Preconceito"        | Antônio Maria Fernando Lobo   | Maria Bethânia        | 2:16    |  |
| 13.            | "Às Vezes Nunca"     | Zélia Duncan Christiaan Oyens | Verônica Sabino       | 4:05    |  |
| 14.            | "Mudança dos Ventos" | Ivan Lins Vítor Martins       | Nana Caymmi           | 2:32    |  |
| Duração total: | Duração total:       | Duração total:                | Duração total:        | 53:16   |  |

### Por Amor - Internacional
Por Amor - Internacional é o segundo álbum da trilha sonora da homônima telenovela brasileira exibida entre 1997 e 1998 pela Globo, que foi lançado em K7 e CD pela Som Livre, contendo canções internacionais da trama.
O álbum abre com a balada "So Help Me Girl", de Gary Barlow, que serva de tema de Nando, personagem de Eduardo Moscovis. Jocelyn Enriquez integra a trilha sonora com "Stay with Me", tema de Laura, vivida por Vivianne Pasmanter.
A dupla Donato & Estefano cantam sua composição "Mi Dios y Mi Cruz", tema de Sirléia, vivida por Vera Holtz. A banda 10.000 Maniacs interpreta "More Than This", que serve de tema de Milena, personagem de Carolina Ferraz.
Erminio Sinni canta "L'Amore Vero", que serve como tema geral da trama. El Debarge & Art Port cantam a versão em inglês de "Dindi", tema de de Flávia, personagem de Maria Zilda Bethlem. A banda Michael Learns to Rock interpreta "Paint My Love", que serve como tema do casal Wilson e Márcia, vividos por Paulo César Grande e Maria Ceiça.
Toni Braxton canta seu sucesso "How Could an Angel Break My Heart", que é tema de Eduarda, vivida por Gabriela Duarte. O cantor egípcio radicado no Brasil, Gilbert, canta "Aïcha", que serve de tema das festas de Meg, vivida por Françoise Forton.
Evelyn Fox integra a trilha sonora internacional com o bolero "I'm Not Giving You Up", tema de Isabel, vivida por Cássia Kis. A cantora italiana Alexia canta a balada "Hold On", que é tema de Kathy, personagem de Carolina Dieckmann.
Os Backstreet Boys cantam seu sucesso "As Long As You Love Me", composta por Max Martin, que serve de tema de Rodrigo, personagem de Ângelo Paes Leme. O cantor português Pedro Abrunhosa canta "Se Eu Fosse Um Dia Esse Teu Olhar ", versão em português de sua canção "Si Fuese Un Dia Tu Mirar", tema de Rafael, personagem de Odilon Wagner.
O álbum fecha com "Thinking of You", da banda Different Beat, que serve como tema de locação da telenovela.

#### Lista de faixas
| N.º            | Título                                                           | Compositor(es)                                     | Artista(s)              | Duração |  |
| 1.             | "So Help Me Girl"                                                | Howard Perdew Andy Spooner                         | Gary Barlow             | 4:24    |  |
| 2.             | "Stay with Me"                                                   | Joel Zaragoza                                      | Jocelyn Enriquez        | 3:45    |  |
| 3.             | "Mi Dios y Mi Cruz"                                              | Donato & Estefano                                  | Donato & Estefano       | 4:44    |  |
| 4.             | "More Than This"                                                 | Bryan Ferry                                        | 10.000 Maniacs          | 4:02    |  |
| 5.             | "L'Amore Vero"                                                   | Erminio Sinni Riccardo Cocciante                   | Erminio Sinni           | 4:23    |  |
| 6.             | "Dindi" (versão em inglês)                                       | Tom Jobim Aloysio de Oliveira Ray Gilbert (versão) | El Debarge e Art Porter | 4:57    |  |
| 7.             | "Paint My Love"                                                  | Jascha Richter                                     | Michael Learns to Rock  | 3:46    |  |
| 8.             | "How Could an Angel Break My Heart"                              | Babyface Toni Braxton                              | Toni Braxton            | 4:18    |  |
| 9.             | "Aïcha"                                                          | Jean-Jacques Goldman                               | Gilbert                 | 3:47    |  |
| 10.            | "I'm Not Giving You Up"                                          | Gloria Estefan Kike Santander                      | Evelyn Fox              | 3:47    |  |
| 11.            | "Hold On"                                                        | Giuseppe Cominotti Alessia Aquilani                | Alexia                  | 3:45    |  |
| 12.            | "As Long As You Love Me"                                         | Max Martin                                         | Backstreet Boys         | 3:38    |  |
| 13.            | "Se Eu Fosse Um Dia Esse Teu Olhar" ("Si Fuese Un Dia Tu Mirar") | Pedro Abrunhosa Javier Corcobado (adaptação)       | Pedro Abrunhosa         | 5:32    |  |
| 14.            | "Thinking of You"                                                | S. Saodia D'wayne Wiggins LC Riley                 | Different Beat          | 3:29    |  |
| Duração total: | Duração total:                                                   | Duração total:                                     | Duração total:          | 58:17   |  |

## Prêmios e indicações
| Ano  | Prêmio                    | Categoria                                       | Indicação                          | Resultado |
| ---- | ------------------------- | ----------------------------------------------- | ---------------------------------- | --------- |
| 1997 | Troféu APCA               | Melhor Telenovela                               | Melhor Telenovela                  | Venceu    |
| 1997 | Troféu APCA               | Revelação Feminina do Ano                       | Cecília Dassi                      | Venceu    |
| 1998 | Troféu Imprensa           | Melhor Telenovela                               | Melhor Telenovela                  | Venceu    |
| 1998 | Troféu Imprensa           | Melhor Atriz                                    | Regina Duarte                      | Indicado  |
| 1998 | Troféu Imprensa           | Melhor Ator                                     | Antônio Fagundes                   | Indicado  |
| 1998 | Troféu Imprensa           | Revelação do Ano                                | Cecília Dassi                      | Indicado  |
| 1998 | Melhores do Ano           | Melhor Atriz                                    | Regina Duarte                      | Indicado  |
| 1998 | Prêmio Extra de Televisão | Melhor Atriz                                    | Susana Vieira                      | Venceu    |
| 1998 | Prêmio Contigo! de TV     | Melhor Telenovela                               | Melhor Telenovela                  | Venceu    |
| 1998 | Prêmio Contigo! de TV     | Melhor Autor                                    | Manoel Carlos                      | Venceu    |
| 1998 | Prêmio Contigo! de TV     | Prêmio Contigo! de TV de melhor atriz de novela | Regina Duarte                      | Indicado  |
| 1998 | Prêmio Contigo! de TV     | Melhor Ator                                     | Antônio Fagundes                   | Venceu    |
| 1998 | Prêmio Contigo! de TV     | Melhor Ator                                     | Fábio Assunção                     | Indicado  |
| 1998 | Prêmio Contigo! de TV     | Melhor Atriz Coadjuvante                        | Carolina Ferraz                    | Indicado  |
| 1998 | Prêmio Contigo! de TV     | Melhor Atriz Coadjuvante                        | Gabriela Duarte                    | Indicado  |
| 1998 | Prêmio Contigo! de TV     | Melhor Ator Coadjuvante                         | Eduardo Moscovis                   | Indicado  |
| 1998 | Prêmio Contigo! de TV     | Melhor Vilã                                     | Vivianne Pasmanter                 | Indicado  |
| 1998 | Prêmio Contigo! de TV     | Melhor Atriz Infantil                           | Cecília Dassi                      | Venceu    |
| 1998 | Prêmio Contigo! de TV     | Melhor Par Romântico                            | Carolina Ferraz e Eduardo Moscovis | Venceu    |
| 1998 | Prêmio Contigo! de TV     | Melhor Direção de Arte                          | Ana Maria de Magalhães             | Venceu    |
| 1998 | Prêmio Contigo! de TV     | Melhor Trilha Sonora                            | Alberto Rosenblit                  | Venceu    |
| 1998 | Prêmio Contigo! de TV     | Melhor Figurino                                 | Beth Filipecki                     | Venceu    |
| 1998 | Prêmio Contigo! de TV     | Melhor Abertura                                 | Hans Donner                        | Venceu    |